# Цайзер, Герберт Георгиевич
Герберт Георгиевич Цайзер — советский хозяйственный, государственный и политический деятель.

## Биография
Родился в 1934 году в Ханларе. Член КПСС.
С 1953 года — на хозяйственной, общественной и политической работе. В 1953—2006 гг. — мастер, инженер-технолог, старший инженер-технолог, начальник ТО, заместитель главного металлурга, главный металлург, заместитель главного инженера — главный металлург, главный инженер — первый заместитель генерального директора Челябинского тракторного завода, президент ООО ППФ «ГИПРО», консультант ОАО «ЗЭТ».
За разработку и внедрение в поточно-массовое производство тракторных и комбайновых дизелей повышенной мощности и экономичности с эффективными системами газотурбинного надува был в составе коллектива удостоен Государственной премии СССР в области науки и техники 1983 года.
Живёт в Челябинске.